# Gabriel El-Registan

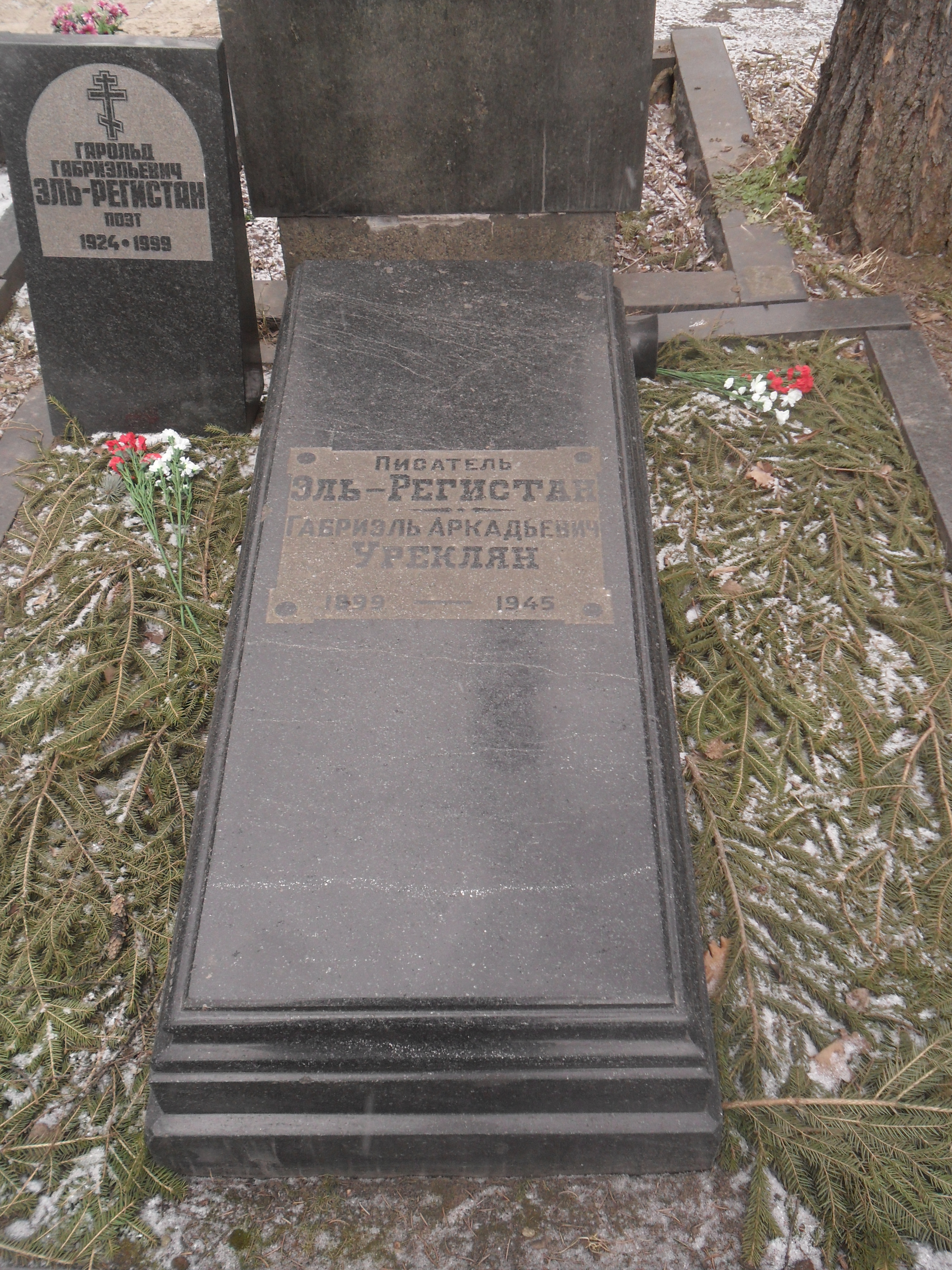
Grab El-Registans

Gabriel El-Registan eigentlich Gabriel Arkadjewitsch Urekljan (russisch Габриэль Аркадьевич Уреклян, Patronym nach anderen Quellen Аршалуйсович/Arschaluisowitsch; * 1899 in Samarkand, Usbekistan; † Juli 1945 in Moskau) war ein sowjetisch-armenischer Dichter und Mitautor der Hymne der Sowjetunion.

## Leben
Er wurde in eine armenische Bankiersfamilie hineingeboren. Sein Vater floh in den 1890er Jahren aus dem damals von Osmanen besetzten Armenien nach Tiflis und ging später nach Samarkand. Während des russischen Bürgerkrieges und der Machtausbreitung der Sowjets in Zentralasien gesellte er sich zu den Bolschewisten. Er wurde Reporter und Schriftsteller und nahm dabei den Spitznamen El-Registan an, zusammengesetzt aus einem Teil seines Vornamens und des berühmtesten Platzes von Samarkand, dem Registan. Er arbeitete in mehreren prominenten zentralasiatischen Zeitungen, einschließlich der Prawda Wostoka in Taschkent. Durch seine journalistische Arbeit erlangte er Bekanntheit und erhielt den Vorschlag, in Moskau für die Zeitung Iswestija zu arbeiten.
Nach dem deutschen Überfall auf die Sowjetunion wurde er Kriegskorrespondent. Stalin wurde auf ihn aufmerksam und zusammen mit Sergei Michalkow und Alexander Alexandrow entwarf er 1943 während eines Wettbewerbs die neue Hymne der Sowjetunion, die die bis dahin verwendete Internationale als Nationalhymne ablöste.
El-Registan war mit Walentina Galanina, einer Schauspielerin in Moskau verheiratet. Er starb in Moskau und wurde auf dem Nowodewitschi-Friedhof beerdigt.